# NGC 6265
NGC 6265 este o galaxie lenticulară situată în constelația Hercule. A fost descoperită în 28 iunie 1864 de către Albert Marth. Se află la o distanță de 117,49 megaparseci de Pământ.